# Eucynortula metatarsalis
Eucynortula metatarsalis is een hooiwagen uit de familie Cosmetidae.